# Supercharger (periferica)

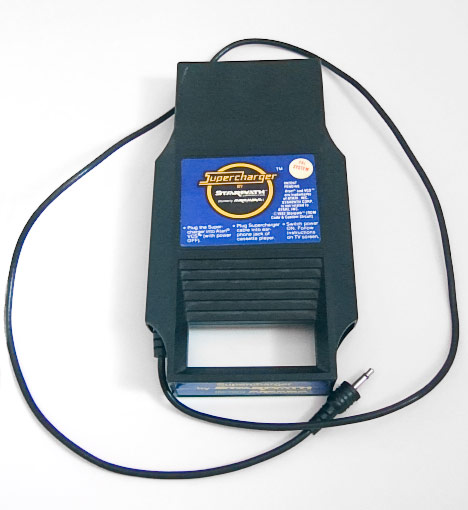
Un Supercharger scollegato

Il Supercharger è una periferica di espansione della memoria per la console Atari 2600, all'epoca meglio nota come Atari VCS, prodotta dall'azienda statunitense Starpath nel 1983.
Ha l'aspetto di una grossa cartuccia con attaccato un cavo che termina con un jack; la periferica va inserita nel vano cartucce dell'Atari 2600 e il cavo collegato a un qualsiasi audioregistratore a cassette. Ciò permette alla console di eseguire programmi realizzati appositamente su cassetta, come molti home computer dell'epoca.

## Capacità
Il Supercharger aumenta la RAM della console di 49 volte, portandola da 128 a 6272 byte, con evidenti miglioramenti nelle potenzialità grafiche e nella complessità raggiungibile dai giochi.
Si hanno inoltre i consueti vantaggi delle cassette rispetto alle cartucce: minor costo (negli USA nel 1983 il prezzo al pubblico dei giochi per Supercharger era circa la metà di quello delle cartucce) e maggiore capacità di memoria di massa, inclusa la possibilità del multiload, ossia il caricamento in tempi diversi di parti diverse del programma, per ottenere giochi più complessi nonostante la RAM limitata, suddividendoli in capitoli consecutivi.
Lo svantaggio è invece il tempo di caricamento delle cassette, ma la velocità del Supercharger è comunque molto superiore a quella degli home computer contemporanei. Le cassette originali sono registrate a 3000 baud sul lato A e 1500 baud sul lato B, quest'ultimo una copia di sicurezza nel caso la qualità del registratore non consentisse al VCS di ricevere bene i dati alla velocità più elevata. Sugli home computer del 1983 la velocità di lettura era mediamente intorno ai 200 baud.

## Storia
I principali ideatori del dispositivo sono gli ingegneri Bob Brown e Craig Nelson, entrambi ex dipendenti dell'Atari. Nelson, sotto la direzione di Brown, cominciò lo sviluppo del Supercharger nell'aprile 1981.
Il Supercharger e i relativi software furono l'unica attività nota della Starpath, fondata nel giugno 1981 a Livermore e spostatasi poco dopo a Santa Clara. L'azienda venne fondata come Arcadia Corp., ma cambiò nome nel tardo 1982, per evitare confusione con l'Arcadia 2001 e un'eccessiva associazione con gli arcade; nel frattempo aveva accumulato capitale e finanziamenti per 8 milioni di dollari.
La presentazione del Supercharger agli operatori del settore, insieme ai primi quattro giochi, avvenne al Consumer Electronics Show del giugno 1982, quando la Starpath si chiamava ancora Arcadia.
Nonostante fosse innovativo e funzionale, il sistema ebbe vita commerciale breve, a causa di problemi legali e della pirateria, alla quale i videogiochi su cassetta erano particolarmente soggetti, a differenza di quelli su cartuccia. Fu oscurato anche dall'introduzione di nuove console che erano nativamente più evolute dell'Atari VCS, come ColecoVision e Atari 5200; inoltre alcune delle più potenti cartucce per Atari VCS, come Pitfall II, Demon Attack e Tunnel Runner, erano graficamente allo stesso livello dei giochi per Supercharger.
La stessa Starpath chiuse nel 1984, assorbita dalla Epyx, e la linea Supercharger venne abbandonata.

## Videogiochi
Tutti i giochi vennero realizzati dalla Starpath stessa.
Incluso in omaggio insieme al Supercharger era Phaser Patrol, un gioco concettualmente simile a Star Raiders; la cassetta originale include anche demo non giocabili di Fireball e Escape from the Mindmaster.
Questo è l'elenco dei giochi, ordinato secondo la numerazione riportata sul lato delle confezioni originali.
1. Phaser Patrol (fornito con il Supercharger)
2. Communist Mutants from Space
3. Fireball
4. Suicide Mission
5. Escape from the Mindmaster
6. Dragonstomper
7. Killer Satellites
8. Rabbit Transit
9. The Official Frogger by SEGA (Frogger uscì indipendentemente anche su cartuccia per VCS base; la versione Supercharger è più fedele all'originale arcade)
10. Party Mix
11. Survival Island
12. Sword of Saros

Rimasti allo stadio di prototipo: Labyrinth e Sweat: The Decathlon Game.